# Göhlen
Göhlen è un comune del Meclemburgo-Pomerania Anteriore, in Germania.

Appartiene al circondario di Ludwigslust-Parchim (targa LWL) ed è parte della comunità amministrativa (Amt) di Ludwigslust-Land.